# Nguyễn Xuân Sanh
Nguyễn Xuân Sanh (1920 – 2020) là nhà thơ, dịch giả Việt Nam, được tặng Giải thưởng Nhà nước về Văn học nghệ thuật năm 2001. Ông là người bắc nhịp cầu đầu tiên từ Thơ mới sang thơ hiện đại.

## Tiểu sử
Nguyễn Xuân Sanh sinh ngày 16 tháng 11 năm 1920 tại Đà Lạt. Cha ông là một nhà nho ở Quảng Bình, sau di cư vào Đà Lạt, nên ông đã ra đời ở đây. Nguyễn Xuân Sanh học trung học và đại học ở Hà Nội.
Trước Cách mạng tháng Tám (1945), ông tham gia phong trào sinh viên yêu nước. Sau đó, trong chiến tranh kháng Pháp, ông tham gia Đoàn văn nghệ liên khu IV, phụ trách tạp chí Sáng tạo.
Từ năm 1950, ông ra Việt Bắc tham gia Ban chấp hành Hội Văn nghệ Việt Nam và Tiểu ban Văn nghệ của Trung ương Đảng Cộng sản Việt Nam.
Từ khi thành lập Hội Nhà văn Việt Nam (1957), ông lần lượt được cử làm Ủy viên Ban chấp hành hội các khóa I, II và III.
Từ năm 1966 đến 1975, ông làm Hiệu trưởng Trường Bồi dưỡng những người viết văn Trẻ và làm Chủ tịch Hội đồng Văn học dịch...
Ông mất ngày 22 tháng 11 năm 2020 tại Hà Nội, hưởng thọ 100 tuổi. Ông là thi sĩ cuối cùng của phong trào Thơ Mới qua đời.

## Sự nghiệp
Ông làm thơ sớm, năm 16 tuổi, đã có truyện thơ Lạc loài đăng nhiều kỳ trên báo.
Năm 1939, ông cùng với các văn nghệ sĩ cùng chí hướng sáng tạo, gồm các nhà văn, nhà thơ: Phạm Văn Hạnh, Nguyễn Xuân Sanh, Nguyễn Lương Ngọc; họa sĩ Nguyễn Đỗ Cung và nhạc sĩ Nguyễn Xuân Khoát thành lập nhóm Xuân Thu nhã tập. Đến tháng 6 năm 1942, thì nhóm ấy xuất được một tập sách có cùng tên là Xuân Thu nhã tập (do Xuân Thu thư lâu xuất bản), gồm một số bài thơ, văn xuôi triết lý và tuyên ngôn nghệ thuật của nhóm .
Ông đã có tới hai sáng tác được đưa vào sách giáo khoa: bài “Nhớ dừa” trong sách giáo khoa Tập đọc lớp 4 những năm 50 thế kỷ trước và bài “Cô giáo lớp em” trong sách giáo khoa Tiếng Việt tiểu học đầu những thập niên 2000.
Nguyễn Xuân Sanh không chỉ là người bắc nhịp cầu đầu tiên từ Thơ mới sang thơ hiện đại, ông còn có đóng góp lớn trong việc cách tân thơ, đào tạo nhiều nhà văn, dịch giả trẻ, giới thiệu nhiều tác gia văn học lớn của thế giới với bạn đọc trong nước.
Ông được tặng Giải thưởng Nhà nước về Văn học nghệ thuật năm 2001 với các tập thơ: Tiếng hát quê ta, Sáng thơ, Nghe bước xuân về, Đất nước và lời ca và Tuyển tập Nguyễn Xuân Sanh.

## Tác phẩm chính

### Thơ
- Xuân Thu Nhã Tập (thơ đồng chủ biên, 1942)
- Nhận ruộng (1945)
- Chiếc bong bóng hồng (1957)
- Tiếng hát quê ta (1955)
- Nghe bước xuân về (1961)
- Quê biển (1966)
- Sáng thơ (1971)
- Đảo dưa hấu (1974)
- Đất nước và lời ca (1978)
- Tuyển tập Nguyễn Xuân Sanh (1991)
- Đất thơm (tập thơ văn xuôi, viết 1940-1945, in 1995)
- Một vườn thơ năm châu (1997)

### Thơ dịch
- Thơ Liên Xô (1962)
- Thơ Pêtôphi (1962)
- Thơ Inđônêxia (1964)
- Thơ Mickiêvich (1966)
- Thơ Enđrê Ađy (1977)
- Thơ Vapxarôp (1981)
- Thơ Victo Huygô (1986)
- Thơ Trantômer (Thụy Điển, 1993)
- Tuyển tập thơ Pháp (3 tập, 1989-1994)
- Thơ đương đại (1966)
- Thơ Bagriana (1994, dịch chung)
- Thơ Êluya (1995, dịch chung)

Ngoài ra, còn sáng tác thơ cho thiếu nhi.

## Vinh danh
- Giải thưởng Nhà nước về Văn học nghệ thuật 2001
- Huân chương công trạng (1982) của Nhà nước Ba Lan.[5]

### Giải thưởng văn học
- Giải thưởng ngoại hạng Hội Nhà văn Việt Nam (1951-1952) cho tác phẩm “Anh hùng Trần Đại Nghĩa”

## Đánh giá
| “                 | Nguyễn Xuân Sanh trăn trở tìm tòi để đến với cái đẹp trong sáng tạo nghệ thuật. Ông cách tân thơ bằng sự phá bỏ tính liên tục và thay bằng tính gián đoạn, gây một âm hưởng mới lạ, có vẻ bí hiểm, làm ngỡ ngàng người đọc đã quen với sự truyền cảm của Thơ mới. Nhưng ông vẫn giữ nguyên vần, khổ, câu và cách ngắt nhịp đơn điệu, nên sự sáng tạo không được triệt để. | ” |
| — Nguyễn Văn Long | |   |

| “             | Trong Mắt thơ 1 (Phê bình phong cách thơ mới), tôi gọi Xuân Thu Nhã Tập (1942) là khúc hát Thiên Nga, tiếng kêu cuối cùng của con Phượng Hoàng, để từ đống tro hồi sinh một Thi Điểu mới. Và người bắc nhịp cầu đầu tiên trong thơ mới sang thơ hiện đại không ai khác là Nguyễn Xuân Sanh... Trích một đoạn thơ tiêu biểu của ông: Quỳnh hoa chiều đọng nhạc trầm mi Hồn xanh ngát chở dấu xiêm y Rượu hát bầu vàng cung ướp hương Ngón hường say tóc nhạc trầm mi Lẵng xuân Bờ giũ trái xuân sa Đáy đĩa mùa đi nhịp hải hà... (Buồn xưa) Bài thơ đọc một lần, hai lần... Ấn tượng khó hiểu, nhưng quyến rũ... Non chục năm sau, bằng một nhịp điệu mới của thơ không vần, bằng những hình ảnh lấy nguyên từ cảm giác đời sống, bằng một ngôn ngữ thuần khiết đời thường, Nguyễn Đình Thi đã làm nốt những điều Nguyễn Xuân Sanh bỏ lại, đưa thơ Việt tiến thêm một bước... Cuộc chạy tiếp sức của thơ Việt vào hiện đại còn chậm chạp và phải qua nhiều chặng, càng làm chúng ta nhớ đến người khởi động chặng đầu: 'Nguyễn Xuân Sanh với Buồn xưa' | ” |
| — Đỗ Lai Thúy | |   |